# Pasmo Jaworzyny

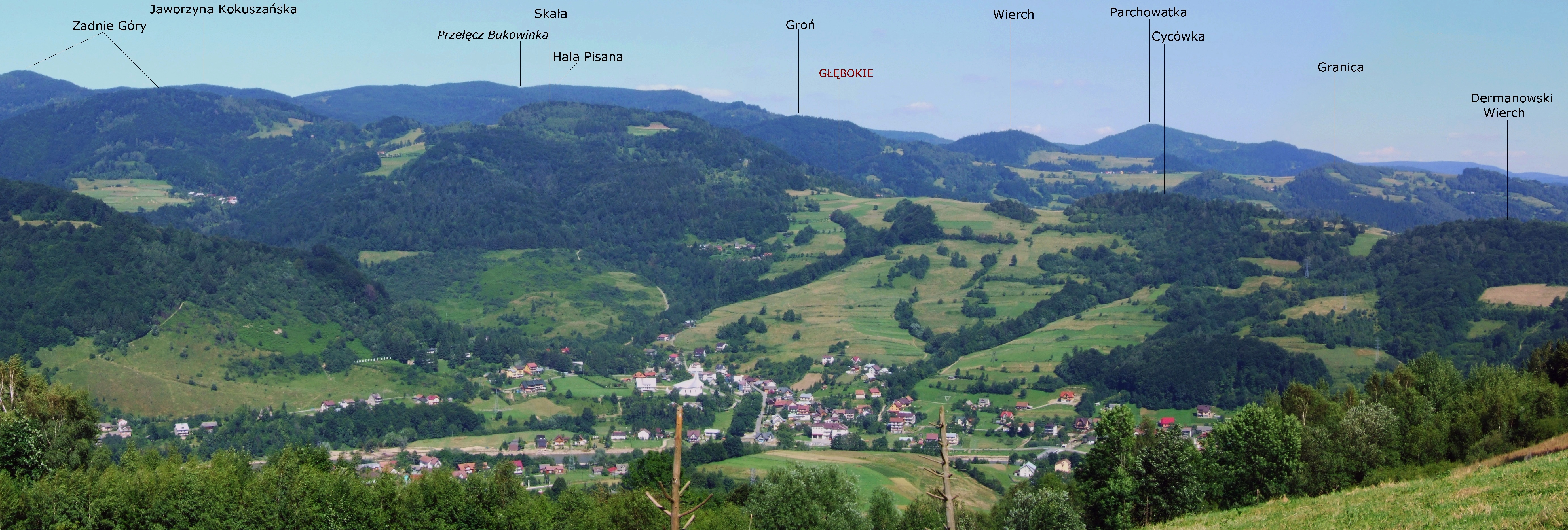
Fragment Pasma Jaworzyny

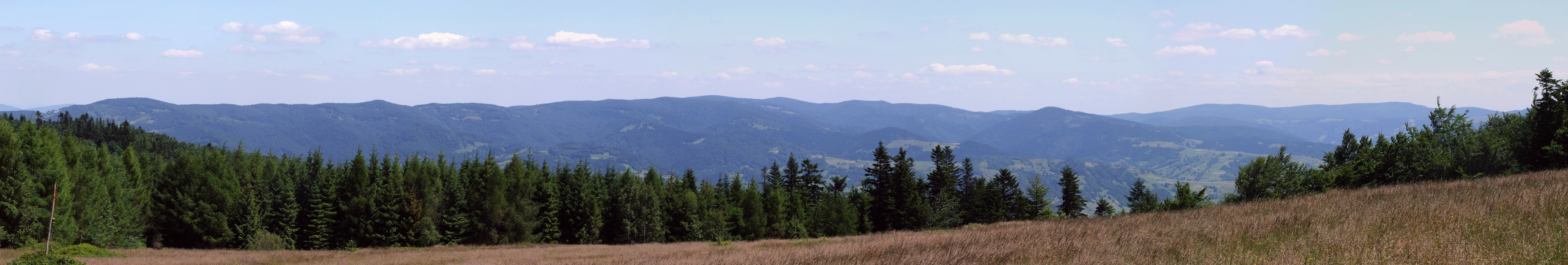
Widok z Niemcowej na Pasmo Jaworzyny

Pasmo Jaworzyny – pasmo górskie w Beskidzie Sądeckim, ciągnące się od Tylicza do Barcic, generalnie po prawej (wschodniej) stronie doliny Popradu.

## Topografia
Biegnie z południowego wschodu na północny zachód. Z wszystkich stron jest wyraźnie oddzielone dolinami rzek. Od zachodu i południowego zachodu jego granicę tworzy głęboka dolina Popradu. Rzeka ta oddziela je od drugiego pasma tych gór – Pasma Radziejowej oraz od Gór Lubowelskich. Od północno-wschodniej strony stoki Pasma Jaworzyny opadają  do doliny Kamienicy, oddzielającej je od Beskidu Niskiego. Na południowym wschodzie dolina Muszynki oddziela je od Gór Leluchowskich. Główny grzbiet Pasma Jaworzyny ciągnie się od najwyższej w całej grupie Jaworzyny Krynickiej (1114 m) przez Runek (1080 m), Halę Łabowską (1064 m), Wierch nad Kamieniem (1083 m), Halę Pisaną (1044 m) po pozbawione wyraźnej kulminacji Zadnie Góry (969 m), a następnie przez Jaworzynę Kokuszczańską (969  m) po Makowicę (948 m n.p.m..
Główny grzbiet jest wyrównany, jego szczyty niewiele wznoszą się ponad rozdzielającymi je przełęczami, często są niemal płaskie. Północne stoki wyraźnie różnią się od południowych. Na północną stronę od głównego grzbietu schodzą dość długie, ale jednolite i z reguły zalesione i pozbawione widoków grzbiety boczne. Natomiast grzbiety opadające do Popradu są dłuższe, w końcowym odcinku stromo przez Poprad podcięte. Są też znacznie bardziej widokowe i z reguły bezleśne. Najdłuższy boczny grzbiet biegnie od Runka przez Pustą Wielką w kierunku południowym, aż po dolinę Popradu w rejonie Andrzejówki.

## Polany
Dawniej Pasmo Jaworzyny było znacznie bardziej bezleśne niż dzisiaj. Cały grzbiet zajmowały ogromne hale pasterskie, liczne polany znajdowały się też na bocznych grzbietach i ich stokach. Wszystkie powstały w wyniku działalności ludzi (poprzez wypalanie lub wyrąb) i przez kilkaset lat były intensywnie eksploatowane. Wypasano na nich owce i bydło, część koszono, w niższych położeniach były także pola orne. Na polanach stały domy i zabudowania gospodarcze; stodoły, stajnie, szałasy i szopy. Polany te były zwykle jedynym źródłem utrzymania wielu rodzin. Po II wojnie światowej po wysiedleniu Łemków ich pastwiska i pola zalesiono lub same zarosły lasem, zabudowania spalono. Stąd też na odcinku grzbietu głównego od Hali Łabowskiej po Jaworzynę Krynicką obecnie idzie się już cały czas przez las. Dłużej ostały się należące do ludności polskiej polany w zachodniej części Pasma Jaworzyny. Po 1989 roku również pasterstwo stało się nieopłacalne, co powodowało odpływ ludności do miast. Wskutek trudnych warunków bytowania (w szczególności brak wody i prądu elektrycznego) w ciągu lat powojennych mieszkańcy stopniowo przenieśli się do nowych siedzib położonych w dolinach. Dzisiaj gospodarzy się już w nielicznych tylko miejscach, a na polanach spotkać można opuszczone i niszczejące zabudowania. Nieużytkowane polany będące kilkusetletnim epizodem w dziejach tych gór stopniowo zarastają lasem.